# 北野神社 (板橋区)
北野神社（きたのじんじゃ）は東京都板橋区の神社。板橋区最古の神社である。

## 概要
995年（長徳元年）に創建された。前年の994年（正暦5年）に疫病が流行した時、疫病に侵された村人が紅梅に寄りかかり病魔退散を祈ったところ、快癒したことから、梅に縁がある菅原道真公を祀る北野天満宮を勧請したという。
菅原道真を祀っていることから、江戸時代は「天神社」と呼ばれており、徳丸本村の鎮守であった。1873年（明治6年）に「北野神社」に改称した。
1963年（昭和38年）に社殿を改築したが、その際に旧社殿から神社の由緒等を記した『天神宮紀』という巻物が発見された。上記の由緒は『天神宮紀』の記述に基づいている。

## 田遊び
当社には、毎年2月11日に行われる「田遊び」という神事がある。これは、この年の五穀豊穣を祝う予祝芸能と呼ばれるものである。1976年（昭和51年）に、赤塚諏訪神社の田遊びとともに、「板橋の田遊び」として国の重要無形民俗文化財の指定を受けた。

## 摂末社
- 須賀神社
- 稲荷神社
- 杵築神社
- 天祖神社
- 石上神社
- 三峯神社
- 浅間神社
- 水神宮
- 天王神社
- 三山神社

## 氏子区域
- 徳丸1～8丁目
- 高島平2丁目、8丁目
- 新河岸1丁目の一部、2丁目

## 交通アクセス
- 東武練馬駅より徒歩15分。

## 兼務社
北野神社宮司の兼務社は以下の通り。
- 四葉稲荷神社
- 大松氷川神社
- 北町浅間神社

## 関連文献
- 「徳丸本村／徳丸脇村 天神社」『新編武蔵風土記稿』 巻ノ14豊島郡ノ6、内務省地理局、1884年6月。NDLJP:763977/56。